# Stanisław Nienaszew
Stanisław Nienaszew (ros. Станислав Ненашев, ur. 18 marca 1934 w Baku) – radziecki lekkoatleta, specjalizujący się w rzucie młotem. Rekordzista świata w okresie od 12 grudnia 1954 do 4 sierpnia 1955 roku z wynikiem 64,05 m. Pomimo pobicia rekordu świata, Nienaszew nigdy nie został wybrany do reprezentowania Związku Radzieckiego na igrzyskach olimpijskich.